# Nome in codice (gioco)
Nome in Codice è un gioco da tavolo di Vlaada Chvátil pubblicato dall'editore Czech Games Edition nel 2015, ambientato nel mondo dello spionaggio.
I giocatori si dividono in due squadre che hanno il compito di entrare in contatto con i loro agenti coperti da un nome in codice. Ogni squadra è capitanata da uno spymaster (capo dell'agenzia di spionaggio) che ha il ruolo di indicare agli altri la posizione dei propri agenti attraverso indizi formati da una sola parola. Il gioco è stato pubblicato in 24 diverse lingue e nel 2016 ha vinto il prestigioso premio Spiel des Jahres.

## Il gioco
I giocatori si dividono in due squadre, una rossa e l'altra blu, e scelgono tra loro il capo dell'agenzia di spionaggio (o spymaster). Gli altri saranno gli agenti operativi delle rispettive squadre.
Si posizionano sul tavolo 25 carte nome in codice in modo da formare un tabellone 5x5. Su ciascuna di queste carte è scritta una parola, che rappresenta il nome in codice assegnato a venticinque persone: un certo numero di queste parole rappresentano agenti rossi, un numero rappresentano agenti blu, una rappresenta un letale assassino e le altre rappresentano innocenti passanti.
I 2 spymasters prendono una carta mappa a caso che mostra 25 quadrati di vari colori disposti in una griglia 5x5, ciascuna corrispondente ad una delle carte nome in codice posizionate sul tavolo. In questo modo i 2 capi squadra sono a conoscenza della posizione degli agenti di ogni colore (rosso o blu), dei passanti innocenti (di colore marrone) e dell'assassino (di colore nero). Ogni carta mappa indica anche quale squadra gioca per prima che avrà però un agente in più da individuare. Si gioca quindi a turni.
Ad ogni turno il capo dell'agenzia dà un indizio circa l'identità delle proprie spie agli altri giocatori della squadra. Ogni suggerimento può consistere in una sola parola seguita da un numero che indica quanti nomi in codice sono collegati all'indizio. Gli agenti operativi quindi, anche discutendo tra loro, provano ad indovinare a quale (o quali) delle 25 carte l'indizio si riferisce. Una volta deciso, gli agenti operativi toccano la carta sul tavolo. Lo spymaster a questo punto posiziona sopra la carta scelta una tessera agente blu, agente rosso, una tessera passante innocente o la tessera assassino a seconda di quello che è indicato sulla griglia della carta mappa. Se gli agenti operativi indicano l'assassino il gioco termina immediatamente con la squadra che lo ha identificato perdente. Se invece viene indicato un agente dell'altra squadra il turno passa all'altra squadra che inoltre avranno un agente in meno da individuare. Se viene indicato un passante innocente, il turno finisce semplicemente, mentre se ad essere indicato è un proprio agente, la squadra può provare ad indovinare un'altra parola, qualora a disposizione.
Il gioco termina quando una squadra individua tutti i propri agenti (vincendo la partita) o una delle due squadre identifica l'assassino (perdendo la partita).

## Espansioni e nuove versioni

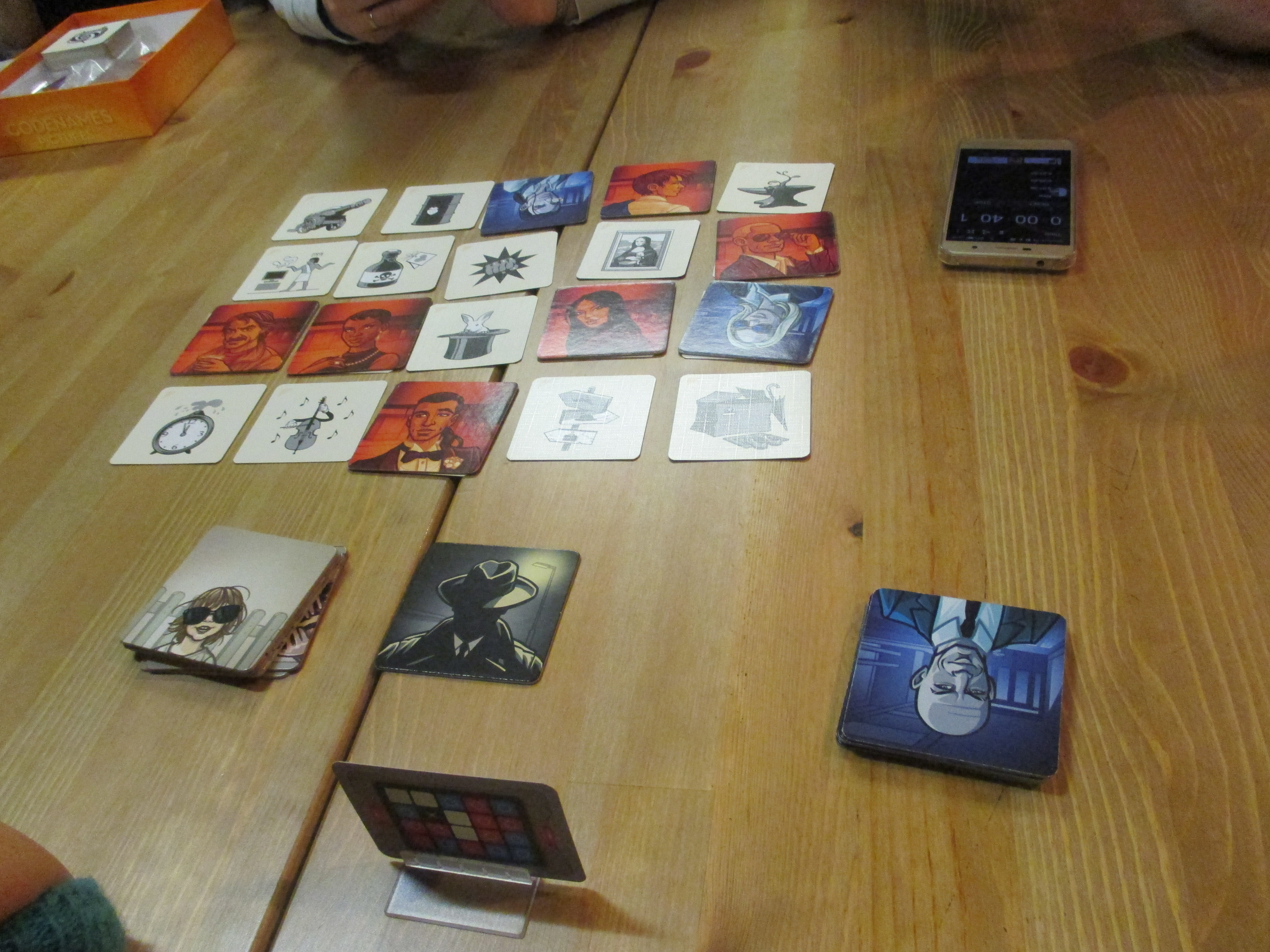
Fase di una partita a Nome in Codice: Visual.

### Nome in Codice: Visual
Visto il grande successo del gioco, nel 2016 Czech Games Edition ha pubblicato una nuova versione del gioco, chiamata Codenames: Pictures (Nome in Codice: Visual nella versione in italiano pubblicata da Cranio Creations), nella quale le parole delle carte indizio nome in codice, sono sostituite da immagini.
Il gioco, oltre a essere giocabile da solo, può essere giocato insieme al gioco base, combinando le carte dei due tipi.

### Nome in Codice: Duetto

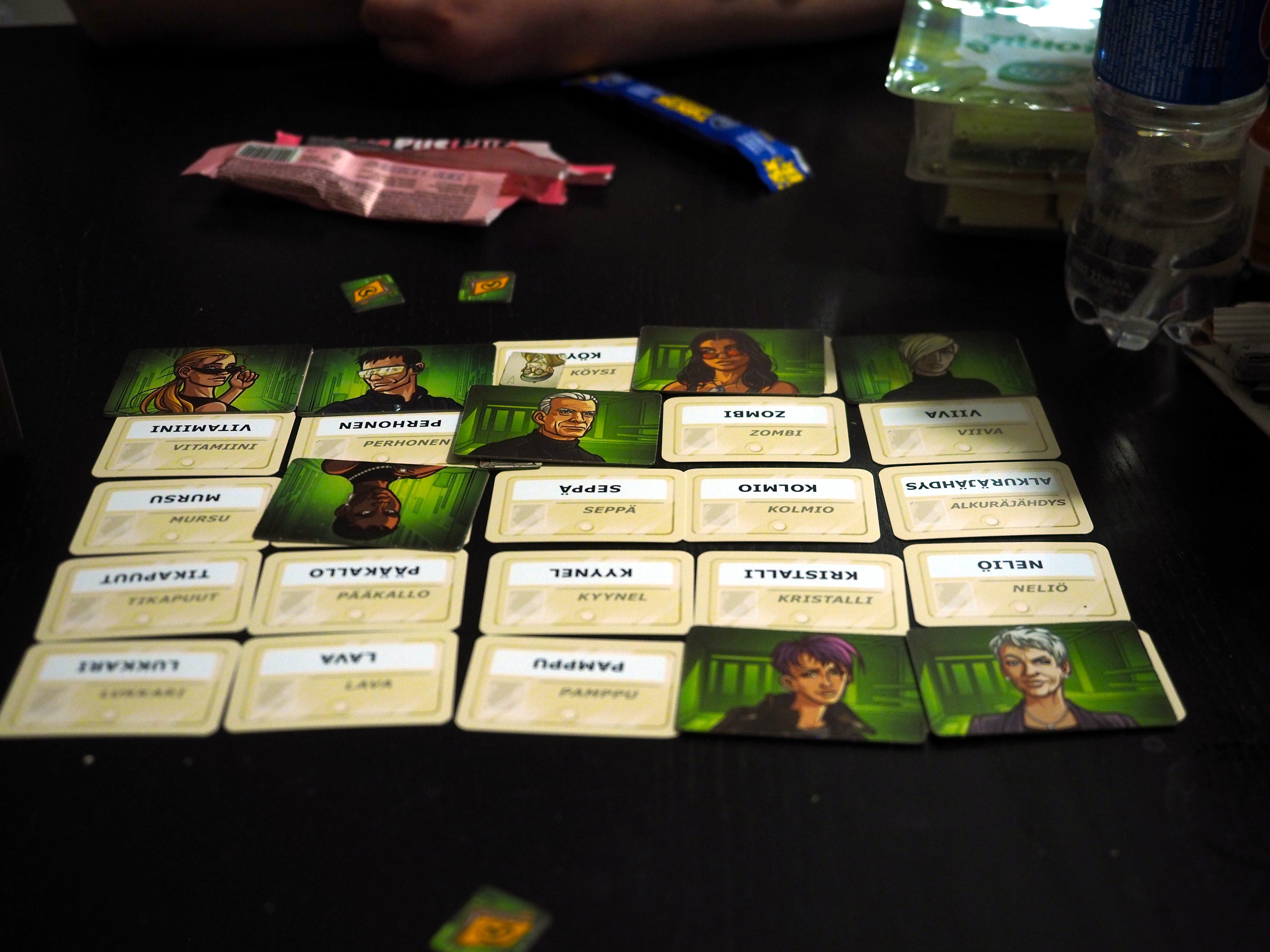
Partita a Nome in Codice: Duetto.

Nel 2017 viene pubblicata la versione per due giocatori: Codenames: Duet (Nome in Codice: Duetto in italiano, pubblicata sempre da Cranio Creations).
Questa versione del gioco mantiene gli elementi di base di Nome in Codice: dare indizi di una sola parola per cercare di far identificare i vostri agenti tra quelli sul tavolo, ma ora i giocatori lavorano insieme come una squadra per trovare tutti i vostri agenti.

## Premi e riconoscimenti
Il gioco ha vinto i seguenti premi e avuto i seguenti riconoscimenti:
- 2015
  - Meeples' Choice: vincitore;
  - Jocul Anului în România Beginners: finalista;
  - Golden Geek: Best Party Board Game: vincitore;
  - Golden Geek: Best Innovative Board Game: finalista;
  - Golden Geek: Best Family Board Game: vincitore.
- 2016
  - Spiel des Jahres: vincitore[6];
  - International Gamers Award: General Strategy - Multi-player: finalista;
  - Deutscher Spiele Preis: 2º classificato;
  - Premio À la Carte: 2º classificato;
  - Gioco dell'Anno: finalista.
  - UK Games Expo: Best Party Game;
  - SXSW Tabletop Game of the Year: finalista;
  - Gouden Ludo: Best Family Game;
  - Årets Spel Best Adult Game: finalista;
- 2018
  - International Gamers Award: Nome in Codice: Duetto vincitore della categoria General Strategy 2-player;